# Kanton Lamspringe
Der Kanton Lamspringe bestand von 1807 bis 1813 im Distrikt Goslar im Departement der Oker im Königreich Westphalen und wurde durch das Königliche Decret vom 24. Dezember 1807 gebildet.

## Gemeinden
- Lamspringe mit einer Benediktiner-Abtei
- Rolfshagen
- Garste mit Netze
- Woltershausen
- Neuhof mit Wöldersen
- Dahlum mit Woldenhausen
- Groß-Rhüden
- Winzenburg mit Hausfreyden
- Hommesen mit der Glashütte
- Eyershausen
- Ohlenrode
- Wetteborn
- Klein-Freden